# Коларово
Коларово (словац. Kolárovo) — місто в окрузі Комарно Нітранського краю Словаччини. Площа міста 106,82 км². Станом на 31 грудня 2015 року в місті проживало 10599 жителів.

## Історія
Перші згадки про місто датуються 1268 роком.

## Географія
Протікають Мартовський канал; Ашод-Чергов і Коларово-Каменічна.

## Населення
| Рік:            | 1994.  | 2004.   | 2014.   | 2024.   |
| --------------- | ------ | ------- | ------- | ------- |
| Кількість осіб: | 11 028 | 10 756  | 10 632  | 10 404  |
| Різниця:        |        | -2,46 % | -1,15 % | -2,14 % |

| Рік:            | 2023.  | 2024.   |
| --------------- | ------ | ------- |
| Кількість осіб: | 10 428 | 10 404  |
| Різниця:        |        | -0,23 % |